# Mikhail Gordeichuk
Bản mẫu:Eastern Slavic name
Mikhail Mikalayevich Hardzeichuk (tiếng Belarus: Міхаіл Мікалаевіч Гардзейчук, tiếng Nga: Михаил Гордейчук; sinh 23 tháng 10 năm 1989) là một cầu thủ bóng đá Belarus gốc Kazakhstan hiện tại thi đấu cho Dinamo Brest.
Anh là thành viên của Olympic Belarus tham gia ở Thế vận hội Mùa hè 2012.

## Bàn thắng quốc tế
Tính đến trận đấu diễn ra ngày 31 tháng 5 năm 2016. Tỉ số Belarus liệt kê trước, cột tỉ số biểu thị tỉ số sau mỗi bàn thắng của Gordeichuk.
| No. | Ngày                | Địa điểm                                 | Cap | Đối thủ          | Tỉ số | Kết quả | Giải đấu                     |
| --- | ------------------- | ---------------------------------------- | --- | ---------------- | ----- | ------- | ---------------------------- |
| 1   | 21 tháng 5 năm 2014 | Rheinpark Stadion, Vaduz, Liechtenstein  | 3   | Liechtenstein    | 1–0   | 5–1     | Giao hữu                     |
| 2   | 8 tháng 9 năm 2015  | Borisov Arena, Barysaw, Belarus          | 9   | Luxembourg       | 1–0   | 2–0     | UEFA Euro 2016 qualification |
| 3   | 8 tháng 9 năm 2015  | Borisov Arena, Barysaw, Belarus          | 9   | Luxembourg       | 2–0   | 2–0     | UEFA Euro 2016 qualification |
| 4   | 31 tháng 5 năm 2016 | Turners Cross, Cork, Republic of Ireland | 13  | Cộng hòa Ireland | 1–0   | 2–1     | Friendly                     |

## Danh hiệu
BATE Borisov
- Vô địch Giải bóng đá ngoại hạng Belarus: 2011, 2014, 2015, 2016, 2017
- Vô địch Cúp bóng đá Belarus: 2014–15
- Vô địch Siêu cúp bóng đá Belarus: 2011, 2015, 2017